# II. třída okresu Zlín 2003/2004
V soubojích fotbalové II. třídy okresu Vsetín 2003/2004, jedné ze skupin 8. nejvyšší fotbalové soutěže, se utkalo 14 týmů dvoukolovým systémem podzim – jaro. Tento ročník skončil v červnu 2004. Postup do I. B třídy Zlínského kraje 2004/2005 si zajistil vítězný tým TJ Nedašov. Do III. třídy okresu Zlín 2004/2005 sestoupily poslední tři týmy SK Jaroslavice, TJ Sokol Návojná a TJ Sokol Veselá. 

## Výsledná tabulka
| Poř. | Tým                              | Z  | V  | R  | P  | VG | OG | B  |
| ---- | -------------------------------- | -- | -- | -- | -- | -- | -- | -- |
| 1.   | TJ Nedašov                       | 26 | 15 | 8  | 3  | 66 | 34 | 53 |
| 2.   | Sokol Tlumačov                   | 26 | 14 | 6  | 6  | 38 | 30 | 48 |
| 3.   | SK Louky                         | 26 | 14 | 2  | 10 | 52 | 44 | 44 |
| 4.   | TJ Hřivínův Újezd-Kaňovice       | 26 | 12 | 4  | 10 | 54 | 51 | 40 |
| 5.   | FC Malenovice                    | 26 | 10 | 8  | 8  | 45 | 30 | 38 |
| 6.   | TJ Ludkovice                     | 26 | 9  | 11 | 6  | 43 | 33 | 38 |
| 7.   | TJ Sokol Březová                 | 26 | 11 | 5  | 10 | 37 | 40 | 38 |
| 8.   | TJ Sokol Sehradice               | 26 | 10 | 4  | 12 | 39 | 35 | 34 |
| 9.   | TJ Sokol Nevšová                 | 26 | 9  | 7  | 10 | 26 | 35 | 34 |
| 10.  | TJ Sokol Tečovice                | 26 | 9  | 6  | 11 | 44 | 40 | 33 |
| 11.  | TJ Spartak Valašské Klobouky (N) | 26 | 8  | 5  | 13 | 39 | 56 | 29 |
| 12.  | SK Jaroslavice (N)               | 26 | 8  | 5  | 13 | 38 | 48 | 29 |
| 13.  | TJ Sokol Návojná                 | 26 | 6  | 9  | 11 | 32 | 44 | 27 |
| 14.  | TJ Sokol Veselá                  | 26 | 4  | 6  | 16 | 28 | 61 | 18 |

Poznámky:
- Z = Odehrané zápasy; V = Vítězství; R = Remízy; P = Prohry; VG = Vstřelené góly; OG = Obdržené góly; B = Body; (S) = Mužstvo sestoupivší z vyšší soutěže;

(N) = Mužstvo postoupivší z nižší soutěže (nováček)
|  | Postup do I. B třídy Zlínského kraje 2004/2005 |
|  | Sestup do III. třídy okresu Zlín 2004/2005     |